# 莉瑪·法基
莉瑪·法基（阿拉伯語：ريما فقيه，英文:Rima Fakih，1985年9月22日—）是2010年度美國小姐冠軍得主。她先贏得2010年度美國密西根州小姐冠軍，之後代表密西根州參加2010年度美國小姐。稍後法基將會代表美國出戰2010年度環球小姐比賽。
法基自小孩時期和家人舉家移民美國，在2008年她曾返回黎巴嫩參加黎巴嫩小姐，只獲季軍。之後法基參加2010年度美國密西根州小姐，奪得冠軍後參加2010年度美國小姐，亦奪得冠軍，她是美國小姐歷史以來第一名奪得冠軍的阿拉伯人和穆斯林信奉者。

## 個人介紹
法基出生於黎巴嫩南部城市斯里法一個什葉派穆斯林家庭。小時候她住在黎巴嫩山省附近一城市的村莊並就讀一所鄰近黎巴嫩首都貝魯特的天主教學校。1993年，她的父母侯賽因和納迪亞·法基因害怕黎巴嫩內戰而舉家移民到紐約。法基在紐約皇后區就讀天主教學校，而她的父親則在曼哈頓開設餐館。九一一襲擊後，由於該事件是中東人所策劃的，法基的父母感到威脅，且她父親的餐館生意亦有所下降。2003年，法基舉家搬到密西根州迪爾伯恩最大的阿拉伯裔美國人社區。雖然法基一家是伊斯蘭教的信奉者，但是她們仍慶祝基督教節日，如耶誕節。
法基居住在迪爾伯恩。她畢業於亨利福特社區學院 ，接著在密歇根大學迪爾伯恩分校獲得經濟學學位和商業管理學位，並計劃入讀法學院。法基有一個姐姐，現已返回黎巴嫩居住，她還有兩個弟弟。在她未奪得美國小姐冠軍之前，法基在底特律醫療中心擔任銷售助理，負責在阿拉伯裔美國人社區的發展和招聘。

## 選美活動
法基在十九歲的時候參加了她人生第一場選美會，在韋恩縣小姐比賽中奪得第五名，之後法基亦參加了三個國際小型選美。

### 黎巴嫩移民小姐
2008年，法基被選出代表密西根州參加黎巴嫩移民小姐。這是黎巴嫩小姐比賽的其中一部份，而且這場比賽是歡迎所有黎巴嫩裔女孩參加。在8月13日於黎巴嫩拜特龍舉行的黎巴嫩移民小姐比賽中，法基奪得季軍，在巴西和澳大利亞選手之後。

### 美國小姐
2009年9月19日，法基在密西根州麥莫倫廣場劇院接受加冕，成為美國密西根州小姐。在2010年5月，法基代表密西根州參加於內華達州拉斯維加斯好萊塢酒店和賭場舉行的2010年度美國小姐比賽，在2010年5月16日的決賽中，法基在泳裝環節以8.325分（第九名）晉級前十名，再於晚禮服環節中以8.845分（第四名）晉級前五名，最後憑機智問答環節中取得佳績，直指2010年度美國小姐后冠。法基是自1993年肯婭·穆爾代表密西根州奪得美國小姐后冠後，第三位代表密西根州奪得美國小姐后冠。
法基是美國小姐歷史以來第一名奪得冠軍的阿拉伯人、黎巴嫩裔和穆斯林信奉者。不過，他們選美記錄不夠詳細，證實了這些說法。第一名代表密西根州奪得美國小姐后冠是1991年的非裔美國人卡羅爾·吉斯特。
法基成為美國小姐的第二天，被揭發她在2007年曾參加由底特律電台早晨節目舉辦的鋼管舞比賽，並奪得冠軍，當時她穿著性感背心及貼身短褲扭動身子的照片和她一邊胸口塞滿鈔票曝光，惹來外界議論紛紛。美國小姐主辦單位所屬的環球小姐組織已展開調查，因為法基將會代表美國出戰2010年度環球小姐比賽。該節目主持人指出環球小姐組織曾向他查詢法基曾參加由底特律電台早晨節目舉辦的鋼管舞比賽的資料和照片，但他不想提供進一步資料，以免法基失去后冠。
法基的宗教和種族身份成為這個問題的廣泛討論。關於這個問題的身份，她引述：「我是美國人，我是一個阿拉伯裔的美國人，我是黎巴嫩裔美國人，而我是穆斯林美國人。」
許多阿拉伯裔美國人慶祝法基奪得美國小姐后冠，但一些穆斯林覺得法基沒有適當地代表他們的宗教。穆斯林學者表示如果說她是一個穆斯林是不準確的。沒有穆斯林婦女可以在舞台上穿著比基尼。法基則表示她和她的家人尊重穆斯林的宗教伊斯蘭，但他們(指法基一家人)可能沒有嚴格實行。許多人並沒有明限他們的宗教，他們認為自己是欣賞所有宗教。

### 環球小姐
法基代表美國出戰在2010年8月23日於美國內華達州拉斯維加斯曼德勒灣度假村舉行之2010年度環球小姐比賽，但落選。

## 外部連結
- 美國小姐官方網站 （页面存档备份，存于）
- 美國密西根州小姐官方網站 （页面存档备份，存于）